# Маевский, Стефан (генерал)
Стефан Маевский (пол. Stefan Majewski; 10 августа 1867 года, Подднестряны — 31 января 1944 года, Слонавы) — генерал-майор Войска Польского.

## Биография
Он происходил из семьи неофитов еврейского происхождения, сын польского помещика Владислава Маевского (1830—1887), уполномоченного Национального правительства с 1863 года. Братом его отца был Кароль Маевский, который был председателем Национального правительства во время Январского восстания.
Окончил военное реальное училище в Границах (Моравия), Военно-техническую академию в Вене, Высшее военное училище в Вене. С 1888 года офицер австро-венгерской армии. В 1898 году его перевели в пионерский батальон № 10 в Перемышле командиром роты. 30 апреля 1910 года он был прикомандирован к 10-му отделу военного министерства в Вене. В 1913 году в чине полковника генерального штаба был начальником VIII отдела Министерства национальной обороны. Во время Первой мировой войны командовал 12-м 12-м стрелковым полком, XLIV горной бригадой и LVII стрелковой бригадой. 1 августа 1917 года произведен в генерал-майоры с выслугой лет 30 августа 1917 года.
В декабре 1918 года принят в Войско Польское в звании генерал-лейтенанта. 19 января 1919 года он стал командиром оперативной группы «Хелм». 3 марта 1919 года назначен первым заместителем министра военных дел. 10 февраля 1920 года, в связи с реорганизацией Министерства военных дел, Главнокомандующий уволил его с должности 1-го заместителя министра военных дел и назначил его начальником Школы Генерального штаба «с одновременную благодарность за его плодотворную и усердную работу на нынешнем посту». 10 марта того же года Юзеф Пилсудский назначил его членом Военного совета, оставив на нынешней должности командира училища. С апреля по май 1920 года в качестве замены командовал 1-й армией, по-прежнему оставаясь командующим училищем. 21 апреля 1920 года утвержден со дня 1 апреля 1920 года в звании генерал-лейтенанта. С мая по июль командовал 7-й армией, затем оставался в распоряжении Ставки. В сентябре того же года он возобновил свои обязанности командира Школы Генерального штаба в Варшаве. 6 июля 1921 года его сменил на посту командира школы генерал-лейтенант Густав Зигадлович.
С августа по декабрь 1921 года он был главой польской военной миссии во Франции. 31 декабря 1921 года он был назначен, а 31 января 1922 года приступил к своим обязанностям командира корпусного округа № IV в Лодзи. 3 мая 1922 года проверен в звании генерал-майора со старшинством 1 июня 1919 года в генеральском корпусе. 4 июня 1924 года Президент Республики Польша назначил его начальником Администрации армии. 17 мая 1925 года ушёл в 2-месячный отпуск для поправки здоровья (сменён генералом Юлиушем Мальчевским). 20 ноября 1925 года Президент поручил ему управление Военным министерством, а 27 числа того же месяца принял его отставку и освободил от управления министерством. 14 декабря 1925 года Президент Речи Посполитой, «принимая просьбу генерала» освободил его от должности начальника управления армии. В мае 1926 года, во время государственного переворота, он временно исполнял обязанности Генерального инспектора кавалерии, потому что генерал Тадеуш Розвадовский стал командующим войсками, верными правительству. 31 августа 1926 года вышел в отставку.
На пенсии жил в Слонавах, где и умер 31 января 1944 года. Похоронен на кладбище в Оборниках.

## Ордена и награды
- Командорский крест со звездой Ордена Возрождения Польши (7 ноября 1925 г.)[8]
- Командорский крест Ордена Возрождения Польши (2 мая 1923 г.)
- Крест Храбрых (1921)[9]
- Медаль «Участнику войны. 1918—1921»
- Медаль «10-летие обретения независимости»
- Большой крест ордена Короны (Бельгия)
- Кавалер ордена Святого Саввы (Югославия, 1925 г.)[10]
- Кавалер ордена Почетного легиона (Франция, 1921 г.)[11]
- Кавалер ордена Леопольда (Австро-Венгрия, 1915 г.)[12]
- Орден Железной Короны 2-й степени (Австро-Венгрия, 1917 г.)[13]
- Орден Железной Короны 3-й степени (Австро-Венгрия, 1913)[14]